# Potentilla kryloviana
Potentilla kryloviana es una especie de planta del género Potentilla, perteneciente a la familia Rosaceae.

## Taxonomía
Potentilla kryloviana fue descrita por Franz Theodor Wolf en 1908.

## Distribución
Se encuentra en el territorio del Krai de Altái, República de Altái, Buriatia y Tuvá.